# Oncerometopus nicholi
Oncerometopus nicholi är en insektsart som beskrevs av Knight 1928. Oncerometopus nicholi ingår i släktet Oncerometopus och familjen ängsskinnbaggar. Inga underarter finns listade i Catalogue of Life.